# Золотий статер із Пантікапея

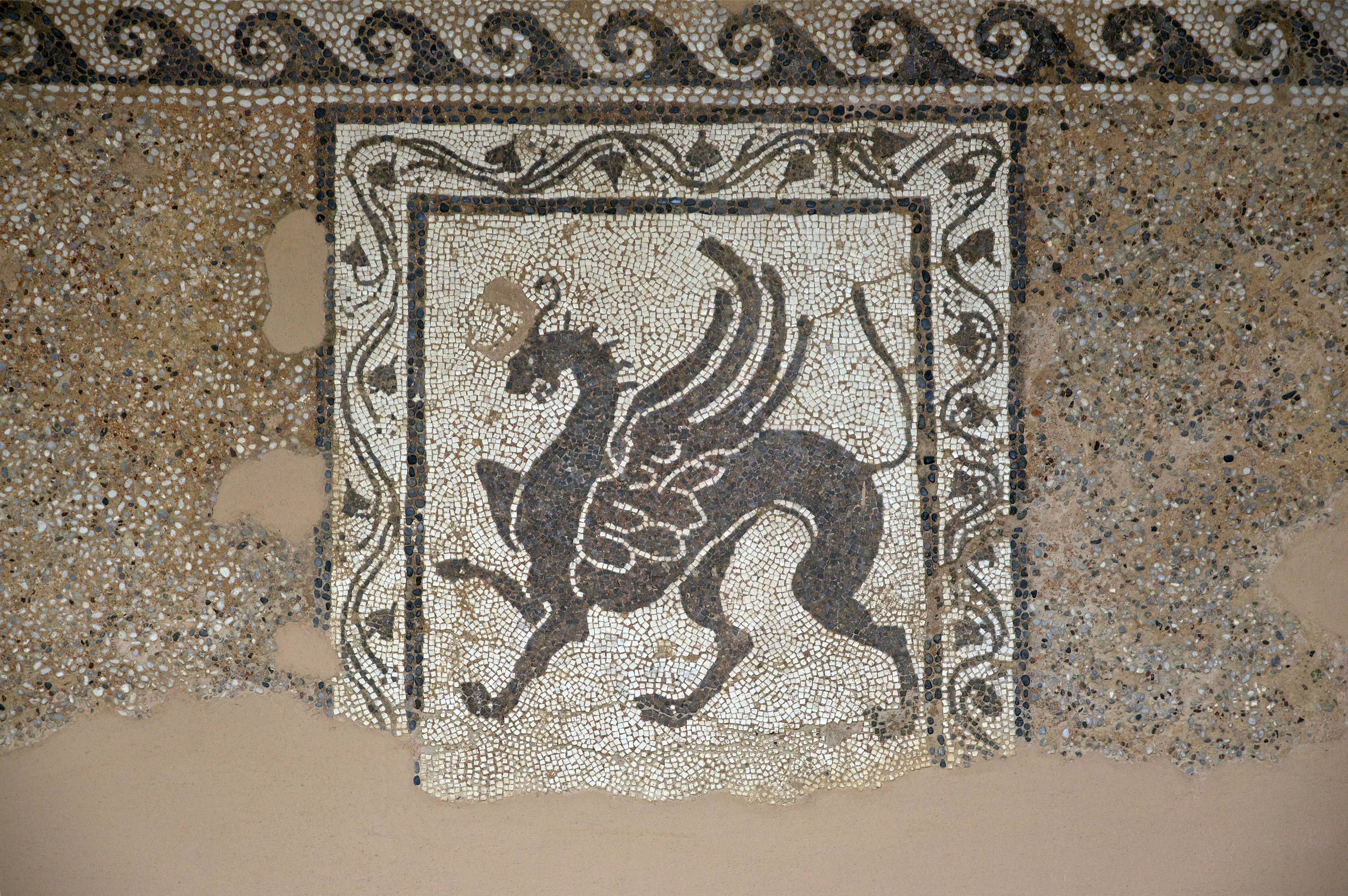
Грифон. Грецька мозаїка. Архологічний музей (Родос).

Золотий статер із Пантікапея — рідкісний зразок золотої монети, що походить з давньогрецького міста Пантікапей (сучасна Керч, Крим).

## Колекція Проспера
Колекція Проспера - приватна нумізматична колекція, що охолює грошові одиниці архаїчного, класичного, елліністичного та грецького періодів. Це продукція монетних дворів материкової Греції, Великої Греції, Сицилії, Фракії, остовів Егейського моря, Іонії, Північної Африки та Північного Причорномор'я. Золоту монету ( статер із Пантикапея ) колекціонер придбав 1991 року в  банку "Bank Leu Ltd, що в Швейцарії. Колекцію в кількості шістсот сорок дві (642) монети він представив на аукціон  Baldwin's в місті Нью-Йорк, що пройшов в січні 2012 року.
Предаукціонна ціна монети була близько  650 000 долярів.

## Історичні дані
За визнанням дослідників, штемпелі для виготовлення монет в Пантікапеї створили видатні майстри монетної справи. Їх виготовляли в 4 столітті до н.е. Монети виготовляли в зв'язку з розрахунками за скіфське зерно, котре почали вивозити в материкову Грецію з Причорномор'я. В ході Пелопонеської війни низка грецьких міст ( також і Афіни ) потерпали від нестачі зерна, яке до цього вивозили із Сицилії. На історично недовгий час зерно із Причорномор'я стало головним експортним товаром.
Золоті статери із Пантікапея швидко набули популярності і розповсюдження завдяки великій і досить постійній вагі ( 9,09 - 9,12 )грама. Вони стають загальногрецькою і зовнішньоторгівельною валютою. Їх іноді знаходили в монетних  скарбах ( в місті Сайда, Ліван, на Принцівських островах, Туреччина, на Кавказі тощо ). Але обставини змінились не на користь торгівлі збіжжям з районів Причорномор'я, коли дешеве зерно почали вивозити з північного Єгипта. Золоті статери припиняють виготовляти в середині 3 століття до н.е. і вони зникли з обігу. Зразки золотих монет Боспорського царства та греко-скіфських міст Північного Причорномор'я зберігає Державний Ермітаж, серед них і подібні до того, що був в колекції Проспера, що не заперечує ні його рідкості, ні високої мистецької вартості.

## Опис монети
Золота монета вагою дев'ять і дванадцять десятих ( 9,12 ) грама. На аверсі - зображення голови сатира. Подано лише обличчя сатира з короткою щиєю, зморшками на чолі, товстими губами і розпатланим волоссям, з якого стирчать козині вуха. Сатир був супутником грецьких муз, а на Боспорі - ще і приєднаний до головних божеств плодючої природи.
На реверсі - зображення крилатого грифона, що тримає в дзьобі списа. Він товче великий колос, що уособлював в той історичний період головне багатство краю - збіжжя. Крилатий грифон повернутий головою ліворуч, його права нога піднята. Грифони були магічними охоронцями багатства, звідси їх страхітливий вигляд і дещо агресивна поза. Грифон також геральдичний символ Пантікапея.
(Золотий статер із Пантікапея, що походив зі збірки Проспера, при естімейті в 650 000 долярів,  продано за 3.250.000 ).